# Scarrittia
A Scarrittia az emlősök (Mammalia) osztályának a Notoungulata rendjébe, ezen belül a Leontiniidae családjába tartozó nem.

## Tudnivalók
A Scarrittia-fajok a kora oligocén korszak patásai voltak, amelyek Dél-Amerika területén éltek.

## Megjelenése
A Scarrittiák körülbelül 2 méter hosszúak voltak. A mai orrszarvúfélékre hasonlítottak, de ezektől eltérően testük és nyakuk hosszabb volt. Mind a négy lábukon három ujj ült. Farkuk rövid volt. Mivel a sípcsontjaik és a szárkapocscsontjaik össze voltak forrva, az állatok képtelenek voltak oldalra emelni lábaikat. Rövid koponyájukban 44 fog ült, ezek sokféle táplálékhoz voltak alkalmazkodva.

## Életmódjuk
A Scarrittia-fajok 30 millió évvel éltek ezelőtt. Kedvelt élőhelyeik közé sorolhatók a tengerpart melletti nedves erdők, mocsaras területek és a tavak környékei. Egyaránt táplálkoztak aljnövényzettel, füvekkel, gyümölcsökkel és fakéreggel. Időnként tojást és kisebb emlősöket is fogyasztottak. Nem voltak jó szaladók, de nagy testüknek köszönhetően nem akadt sok ellenségük.

## Rendszerezés
A nembe az alábbi 2 faj tartozik:
- Scarrittia canquelensis Simpson, 1934
- Scarrittia robusta

## Fordítás
Ez a szócikk részben vagy egészben  a   Scarrittia című angol Wikipédia-szócikk fordításán alapul.  Az eredeti cikk szerkesztőit annak laptörténete sorolja fel. Ez a jelzés csupán a megfogalmazás eredetét és a szerzői jogokat jelzi, nem szolgál a cikkben szereplő információk forrásmegjelöléseként.